# Ciceu-Giurgești
Ciceu-Giurgești è un comune della Romania di 1737 abitanti, ubicato nel distretto di Bistrița-Năsăud, nella regione storica della Transilvania.
Il comune è formato dall'unione di 2 villaggi: Ciceu-Giurgești e Dumbrăveni.